# FIBA EuroCup Challenge 2006-2007
La FIBA EuroCup Challenge 2006-2007 fu la 5ª edizione della FIBA EuroCup Challenge. La vittoria finale fu ad appannaggio dei russi del VVS Samara sui ciprioti del Keravnos.

## Squadre partecipanti
| Paese     | Squadre | Squadre               | Squadre        | Squadre   |
| --------- | ------- | --------------------- | -------------- | --------- |
| Rep. Ceca | 3       | A plus ŽS Brno        | Mlékárna Kunín | Prostějov |
| Cipro     | 2       | Apollon Limassol      | Keravnos       |           |
| Islanda   | 2       | Keflavík ÍF           | UMF Njarðvíkur |           |
| Ucraina   | 2       | Čerkasy Mavpy         | Dnipro         |           |
| Estonia   | 1       | Tartu Rock            |                |           |
| Grecia    | 1       | AEP Olympias Patrasso |                |           |
| Israele   | 1       | Hapoel Galil Elyon    |                |           |
| Romania   | 1       | Poli Mobitelco Cluj   |                |           |
| Russia    | 1       | VVS Samara            |                |           |
| Svezia    | 1       | Norrköping Dolphins   |                |           |
| Svizzera  | 1       | Boncourt              |                |           |

## Risultati

### Fase a gironi

#### Gruppo A
|    | Squadra               | G | V | P | PF  | PS  | Dif | P.ti |
| -- | --------------------- | - | - | - | --- | --- | --- | ---- |
| 1. | Prostějov             | 6 | 4 | 2 | 506 | 488 | +18 | 10   |
| 2. | Apollon Limassol      | 6 | 4 | 2 | 479 | 477 | +2  | 10   |
| 3. | AEP Olympias Patrasso | 6 | 3 | 3 | 473 | 448 | +25 | 9    |
| 4. | Hapoel Galil Elyon    | 6 | 1 | 5 | 502 | 547 | -45 | 7    |

#### Gruppo B
|    | Squadra             | G | V | P | PF  | PS  | Dif | P.ti |
| -- | ------------------- | - | - | - | --- | --- | --- | ---- |
| 1. | Poli Mobitelco Cluj | 6 | 4 | 2 | 477 | 494 | -17 | 10   |
| 2. | Keravnos            | 6 | 4 | 2 | 522 | 491 | +31 | 10   |
| 3. | A plus ŽS Brno      | 6 | 3 | 3 | 470 | 440 | +30 | 9    |
| 4. | Boncourt            | 6 | 1 | 5 | 448 | 492 | -44 | 7    |

#### Gruppo C
|    | Squadra        | G | V | P | PF  | PS  | Dif | P.ti |
| -- | -------------- | - | - | - | --- | --- | --- | ---- |
| 1. | VVS Samara     | 6 | 5 | 1 | 534 | 489 | +45 | 11   |
| 2. | Čerkasy Mavpy  | 6 | 4 | 2 | 544 | 518 | +26 | 10   |
| 3. | Tartu Rock     | 6 | 3 | 3 | 508 | 497 | +11 | 9    |
| 4. | UMF Njarðvíkur | 6 | 0 | 6 | 501 | 583 | -82 | 6    |

#### Gruppo D
|    | Squadra             | G | V | P | PF  | PS  | Dif | P.ti |
| -- | ------------------- | - | - | - | --- | --- | --- | ---- |
| 1. | Dnipro              | 6 | 5 | 1 | 495 | 446 | +49 | 11   |
| 2. | Mlékárna Kunín      | 6 | 4 | 2 | 540 | 478 | +62 | 10   |
| 3. | Norrköping Dolphins | 6 | 2 | 4 | 510 | 549 | -39 | 8    |
| 4. | Keflavík ÍF         | 6 | 1 | 5 | 544 | 616 | -72 | 7    |

### Quarti di finale
| Team #1          | Agg.      | Team #2             | Andata | Ritorno |
| ---------------- | --------- | ------------------- | ------ | ------- |
| Keravnos         | 166 - 157 | Prostějov           | 75-76  | 91-81   |
| Apollon Limassol | 168 - 147 | Poli Mobitelco Cluj | 82-71  | 86-75   |
| Mlékárna Kunín   | 133 - 165 | VVS Samara          | 64-84  | 69-81   |
| Čerkasy Mavpy    | 169 - 175 | Dnipro              | 89-87  | 80-88   |

### Semifinali
| Team #1          | Agg.      | Team #2    | Andata | Ritorno |
| ---------------- | --------- | ---------- | ------ | ------- |
| Keravnos         | 163 - 138 | Dnipro     | 72-67  | 91-71   |
| Apollon Limassol | 127 - 151 | VVS Samara | 77-75  | 50-76   |

### Finale
| Team #1  | Agg.      | Team #2    | Andata | Ritorno |
| -------- | --------- | ---------- | ------ | ------- |
| Keravnos | 166 - 184 | VVS Samara | 85-83  | 81-101  |

| FIBA EuroCup Challenge 2006-2007 |
| -------------------------------- |
| VVS Samara 1º titolo             |

## Squadra vincitrice
| N° | Naz.                            | Ruolo | Sportivo               |  | Alt. |  |
| -- | ------------------------------- | ----- | ---------------------- |  | ---- |  |
| 4  | Stati Uniti (bandiera)          | AC    | Kelvin Gibbs           |  |      |  |
| 5  | Bielorussia (bandiera)          | AG    | Pavel Ul'janko         |  |      |  |
| 6  | Russia (bandiera)               | G     | Evgenij Voronov        |  |      |  |
| 7  | Russia (bandiera)               | AG    | Nikita Šabalkin        |  |      |  |
| 8  | Russia (bandiera)               | A     | Yaroslav Strelkin      |  |      |  |
| 9  | Russia (bandiera)               | G     | Gennadij Zelenskij     |  |      |  |
| 10 | Stati Uniti (bandiera)          | P     | Omar Cook              |  |      |  |
| 11 | Russia (bandiera)               | AG    | Aleksej Kir'janov      |  |      |  |
| 12 | Russia (bandiera)               | A     | Valerij Lichodej       |  |      |  |
| 13 | Russia (bandiera)               | C     | Taras Osipov           |  |      |  |
| 14 | Russia (bandiera)               | A     | Oleg Baranov           |  |      |  |
| 15 | Russia (bandiera)               | A     | Pavel Agapov           |  |      |  |
| 20 | Grecia (bandiera)               | GA    | Giōrgos Diamantopoulos |  |      |  |
| 30 | Russia (bandiera)               | G     | Anton Glazunov         |  |      |  |
|    | Bosnia ed Erzegovina (bandiera) | G     | Feliks Kojadinović     |  |      |  |
|    | Russia (bandiera)               | A     | Pavel Mikheev          |  |      |  |
|    | Russia (bandiera)               | A     | Vladinir Filippov      |  |      |  |
|    | Russia (bandiera)               | All.  | Valerij Tichonenko     |  |      |  |